# Saint-Loubès
Saint-Loubès är en kommun i departementet Gironde i regionen Nouvelle-Aquitaine i sydvästra Frankrike. Kommunen ligger i kantonen Carbon-Blanc som tillhör arrondissementet Bordeaux. År 2022 hade Saint-Loubès 10 057 invånare.

## Befolkningsutveckling
Antalet invånare i kommunen Saint-Loubès
Referens:INSEE